# 栗林家住宅
栗林家住宅（くりばやしけじゅうたく）は、長野県大町市大町にある栗林家の旧住宅。国の登録有形文化財。

## 歴史
松本藩に戸田氏が入封した後の享保年間（1716年～1736年）、栗林家は安曇郡大町組（現在の大町市、白馬村、小谷村）の大庄屋を勤めた。
文政8年（1825年）12月に起こった赤蓑騒動では、12月15日夕方に打ち壊しにあった12～13軒の中に、庄屋栗林五郎右衛門の家がみえる。
2022年（令和4年）10月31日、主屋、店舗、門及び塀の3件が「栗林家住宅（創舎わちがい）主屋」などとして国の登録有形文化財に登録された。大町市内の国登録有形文化財としては7件目。

### 飲食店としての活用
2005年（平成17年）8月4日、市民有志の手によって栗林家住宅に飲食店「創舎わちがい」がオープンし、地元の食や地酒を提供している。

## 建築
屋敷部分は江戸時代末期の建築。店舗部分は明治時代前期建て替えのもの。木造2階建て。延床面積約310平方メートル。典型的な町屋形式の建物。

### 主屋
江戸末期建築、明治改修。木造平屋建一部2階建、切妻造瓦葺き及び鉄板葺き、真壁造漆喰仕上げ。建築面積119平方メートル。通りから門、庭を介して位置しており、南側の店舗側面後方と接続している。

### 店舗
大正後期建築。木造2階建。切妻造瓦葺き、真壁造漆喰仕上げ。建築面積108平方メートル。通りに西面する大庄屋の町屋。正面側から前土間、ミセ（玄関機能を果たす空間）、オエ（居間）、カッテ（台所）が並ぶ。

### 門及び塀
明治前期建築。木造、切妻造瓦葺き。間口3.6メートル、板塀付、総延長8.9メートル。店舗の北に並んでおり、通りに開いている。

## 交通アクセス
- JR大糸線信濃大町駅から徒歩8分。